# Betty Brader
Betty Brader Ashley (1923-1986) fue una ilustradora de moda estadounidense conocida por sus elegantes representaciones en el campo de la moda que marcaron una nueva tendencia para la cadena de tiendas especializadas de San Francisco Joseph Magnin Co.

## Trayectoria
En sus inicios trabajó como modista para Marshall Field's. Más tarde, comenzó su carrera de ilustradora de moda para May Co. o Neiman Marcus, entre otras agencias publicitarias. Durante los años cincuenta, trabajó como autónoma y viajó a Europa antes de unirse a Joseph Magnin, donde acabó ascendiendo a ilustradora principal.
En estrecha colaboración con la directora de arte Marget Larsen y el director de publicidad Toni Harley, Brader ayudó a establecer la imagen de la tienda a partir de las ilustraciones mostradas en carteles publicitarios y anuncios en prensa. Brader también aceptó trabajos independientes con clientes como los grandes almacenes Neiman Marcus de Dallas. Creó portadas de discos, destacando el álbum de 1956 del Cal Tjader Quintet.  El Museo Nacional de Historia Estadounidense del Instituto Smithsonian aloja en la actualidad una gran colección de carteles de Brader para Joseph Magnin. Brader recibió premios de las secciones del Art Directors' Club en San Francisco, en Nueva York y en Los Ángeles.